# Дафнис
Дафнис (др.-греч. Δάφνις, от δάφνη «лавр») — в древнегреческой мифологии прекрасный юноша, пастух. Сын Гермеса или Аполлона и местной нимфы. В младенчестве был оставлен матерью под лавром. Дафниса нашли и воспитали нимфы. Отличался необычайной красотой, в связи с чем у него было множество возлюбленных. Бог пастушества Пан обучил Дафниса музыке. Существует несколько противоречащих версий мифа о жизни Дафниса, которые сводятся к его гибели вследствие либо несчастной любви, либо измены.
К мифу о Дафнисе обращались многие писатели, художники, скульпторы и композиторы как периода Античности, так и Нового времени.

## Мифы
Сын Гермеса или Аполлона и некой нимфы. Мать оставила новорождённого под лавровым деревом (др.-греч. δάφνη) на Эрейских горах в Сицилии, отчего мальчик и получил своё имя, означающее «лавровый ребёнок». Был воспитан нимфами. Стал пастухом больших стад коров, о которых усердно заботился, отчего получил эпитет Букола (Волопаса). Во время выпаса стад играл на сиринге пастушьи песни (буколики), став родоначальником этого жанра поэзии.
Дафнис отличался необыкновенной красотой. В мифах о сицилийском пастухе содержится множество имён женщин и мужчин — возлюбленных Дафниса. Среди божественных любовников выделяют богов пастушества — Пана, плодородия — Приапа, Аполлона; и даже Гермеса, который чаще, в контексте мифа о Дафнисе, предстаёт его отцом. С Паном Дафниса связывают любовь к музыке, охоте и пастушеству. Бог обучил пастуха музыке.
Существует несколько взаимоисключающих версий мифа о любви и смерти Дафниса. Наиболее давняя, изложенная первоначально Стесихором, а затем дополненная в других источниках, представляет историю о том, как некая нимфа (в различных источниках её называют Эхенаида, Наида, Номия или Ксения) взяла у Дафниса обещание, что тот будет верным ей и не сойдётся с другой женщиной. Под воздействием вина пастух изменил нимфе с Тамирас, дочерью какого-то царя, после чего ослеп. Дафнис блуждал, ища утешения в музыке и пении, пока наконец не бросился со скалы в море (или сам не был превращён в скалу). Ослеплённый Дафнис воззвал к Гермесу, и тот взял его на небо, а на месте его погибели вызвал из земли источник, у которого жители Сицилии сикелы ежегодно приносили жертвы.
Согласно трагику III века н. э. Сосифею в передаче Сервия, был влюблён в нимфу Талию, которую похитили пираты и продали Литиерсу. Дафнис нашёл её и тоже стал рабом, а затем их освободил Геракл.
В более поздней версии, представителем которой является Феокрит (1 и 7 идиллии), Дафнис умирает от безнадёжной любви к некоей Ксении. Эта страсть была инспирирована богиней любви Афродитой, мстящей за то, что Дафнис убежал от девушки, выбранной для него богиней.

## Толкование мифа
Образ прекрасного пастуха Дафниса возник в народной поэзии на острове Эвбея. Эвбейские колонисты, которые ещё в VIII веке до н. э. основали на Сицилии несколько городов, привезли легенду на новое место. Там она прижилась, с течением времени была несколько видоизменена, и стала восприниматься эллинами в качестве местного сицилийского предания. Литературная обработка мифа античными поэтами, такими как Феокрит, Вергилий и другие, придала ему всеобщую известность.

## В культуре и науке

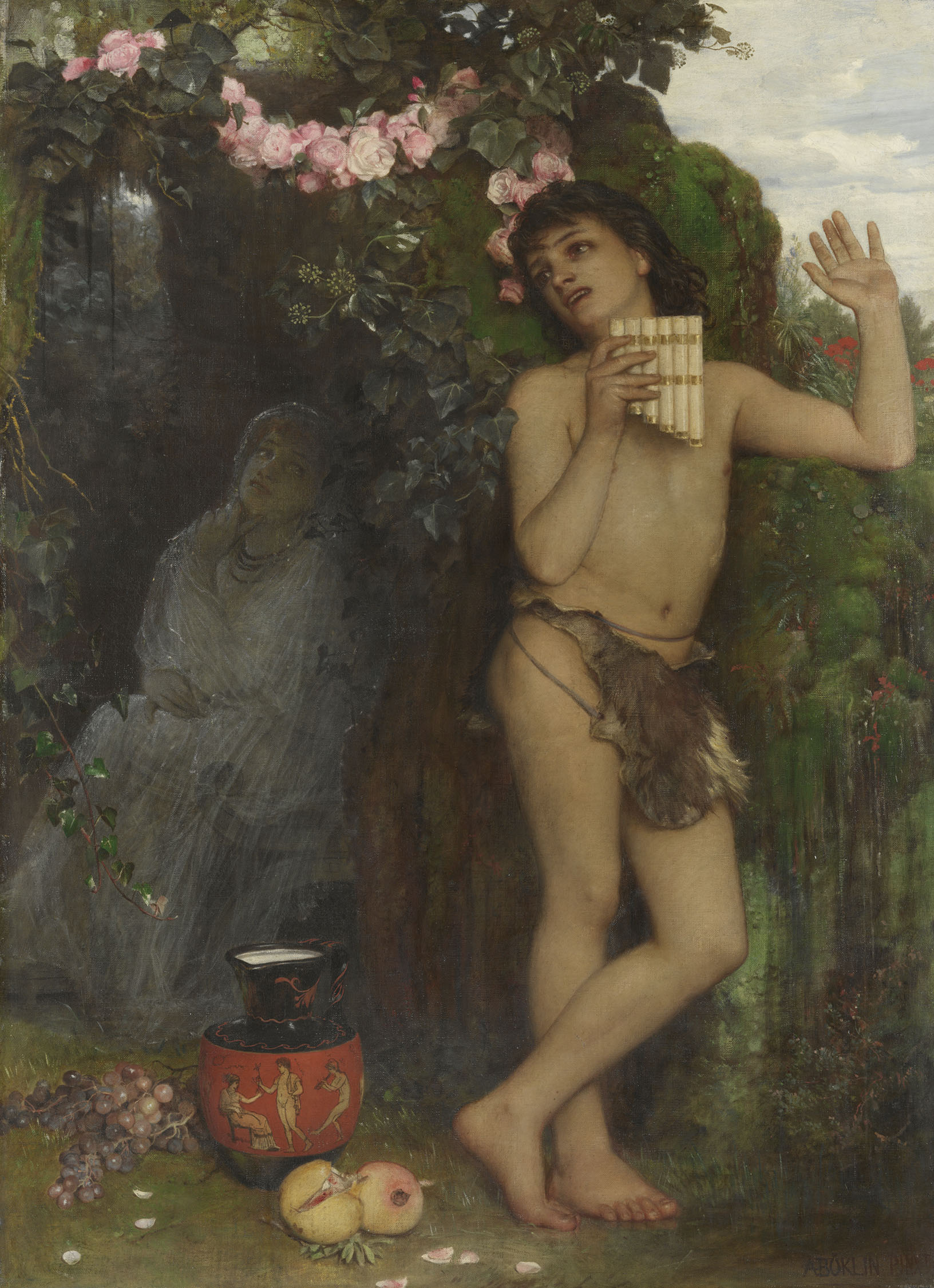
Дафнис и нимфа Амариллида, Арнольд Бёклин, 1866. Галерея Шака, Мюнхен

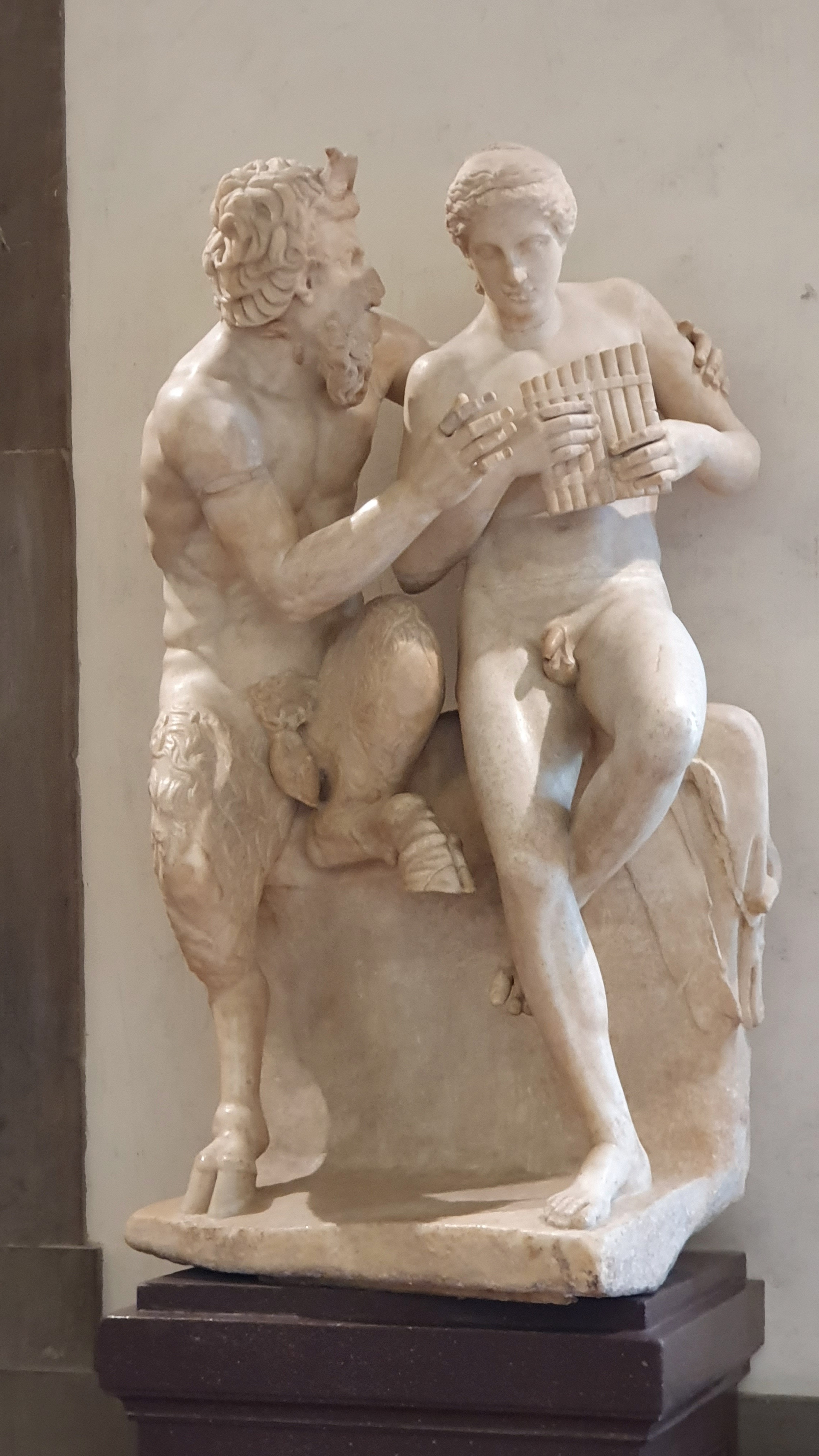
«Пан и Дафнис» Гелиодора Родосского, II век до н. э. Галерея Уффици, Флоренция, Италия

Действующее лицо сатировской драмы Сосифея «Дафнис, или Литиерс». Его упоминают Каллимах, Феокрит в ряде идиллий и эпиграмм, Нонн Панополитанский. Вергилий в контексте мифа о Дафнисе в 5-й эклоге «Буколик» воспевает Юлия Цезаря.
Античные источники, в которых произведена литературная обработка мифа о Дафнисе, основаны на народной поэзии и содержат мотивы песен и сказаний разных народов. Уже в Античности Дафнис стал архетипом пастуха. Этим именем, в том числе и в Новое время, называли представителей этой профессии, никак не связанных с мифической историей о Дафнисе. Этим именем назван юный пастушок, главный герой романа «Дафнис и Хлоя» древнегреческого писателя II века н. э. Лонга.
Сохранилось минимум четыре римские копии древнегреческой скульптуры «Пан и Дафнис», которые ныне находятся во всемирно известных музеях Рима, Флоренции и Неаполя. Тема пользовалась популярностью в эллинистическую эпоху благодаря сочетанию эротической и буколической тематик. Скульптор запечатлел момент, когда Пан едва удерживается от того, чтобы заключить в объятия молодого прекрасного пастуха. Дафнис выглядит отчуждённым, искренним и невинным юношей, погружённым в музыку, совершенно не осознавая своего обаяния и похоти учителя.
Миф о Дафнисе в европейской литературе XVII—XVIII веков был популярным в пасторальной поэзии и драматургии («Семь книг Дианы» 1559 года Хорхе де Монтемора), а также стал основой либретто ряда опер, таких как «Дафнис» Дж. Альдобрандини, А. Скарлатти, Э. д’Асторги, «Дафнис и Хлоя» Ж. Б. Буамортье, «Дафнис и Эгле» Ж.-Ф. Рамо, «Осаждённая Цитера» К. Б. Глюка и др.
В европейском изобразительном искусстве XVI—XVII веков воплощены сюжеты «Пан обучает Дафниса игре на флейте» (картины Джулио Романо, Аннибале Каррачи, Питера Мулира Младшего и др.), «Дафнис и Хлоя» (П. Бордоне и др.).
Именем Дафниса назван третий по удалённости от планеты естественный спутник Сатурна, открытый с помощью автоматической межпланетной станции Кассини-Гюйгенс в 2005 году.